# 王溥 (成化己丑進士)
王溥（1444年—？年），字公甫，河南省南陽府鄧州內鄉縣人，明朝政治人物。醫籍，治《易經》。

## 生平
正月十六日生，行一。由國子生中式河南鄉試第五十五名舉人，會試中式第五十三名。成化五年（1469年）己丑科第三甲第六十九名進士。歷官直隸樂亭縣知縣。湖广布政司右参议。

## 家族
曾祖王得，醫學訓科；祖王賢，訓科 贈監察御史；父王儼，光祿寺少卿；嫡母馮氏（封孺人）；生母喬氏。具慶下。妻高氏，弟瀚；淳。